# Ден Флавін
Ден Флавін (англ. Dan Flavin 1 квітня 1933 — 29 листопада 1996) — американський художник-мінімаліст, відомий скульптурними об'єктами і інсталяціями, створеними з флуоресцентних ламп.

## Освіта
Короткий проміжок часу вивчав художню історію в New School for Social Research, потім перевівся в Колумбійський університет, де вивчав живопис і малюнок.

## Творчість

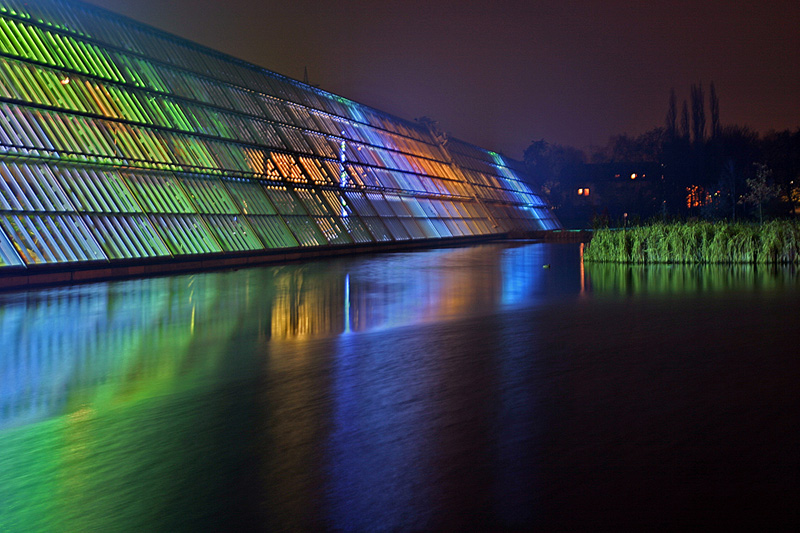
Оформлення будівлі в парку міста Гельзенкірхен

Вперше Флавін придумав використовувати електричне світло як художню форму в 1961 році. У цьому ж році він одружився першим шлюбом з Sonja Severdija. Його перша персональна виставка також пройшла в 1961 році в Judson Gallery в Нью-Йорку.
Першими роботами з включенням електричного світла була серія «ікони»: вісім кольорових квадратних форм, флуоресцентні лампи з лампами розжарювання, закріплені на всі боки. Одна з цих «ікон» була присвячена брату-близнюку Флавіна, Давиду, який помер від поліомієліту в 1962 році.
«Diagonal of Personal Ecstasy (Діагональ від 25 травня 1963 року)», завершена в 1963 році, стала першою зрілою роботою Флавіна. Вона знаменує початок виключного використання художником флуоресцентного світла як засобу. У наступні десятиліття він продовжував використовувати флуоресцентні структури для вивчення кольору, світла і скульптурного простору. Ці структури використовували світло і кольорові рефлекси, приймаючи різні форми, включаючи «кутові твори», «бар'єри» і «коридори». Більшість робіт Флавіна були без назви, часто при цьому присвячені друзям, художникам, критикам: найбільш відомі твори включають «Монументи В. Татліну», над якими він працював в період між 1964 і 1990 роками.
Флавін одружився з художницею Трейсі Гарріс (англ. Tracy Harris) на церемонії в Музеї Гуггенхайма в 1992 році.
Останньою роботою Флавіна був твір в жанрі site-specific art в церкві S. Maria Annunciata in Chiesa Rossa в Мілані, Італія.
На творчість Флавіна вплинули Володимир Татлін, Костянтин Бранкузі, Марсель Дюшан, Джаспер Джонс, Френк Стелла, Сол Левітт, абстрактний експресіонізм, мінімалізм  . У свою чергу, мистецтво Флавіна вплинуло на Дональда Джадда, Роберта Ірвіна, Дженніфер Стейнкамп, Джеймса Таррелла, концептуальне мистецтво, ленд-арт, енвайронмент.